# Sarubino (Kaliningrad)
Sarubino (russisch Зарубино, deutsch Klein Gaudischkehmen, 1938–1945 Kleingauden, litauisch Mažasis Gaudiškiemis) ist ein Ort in der russischen Oblast Kaliningrad. Er gehört zur kommunalen Selbstverwaltungseinheit Stadtkreis Tschernjachowsk im Rajon Tschernjachowsk.

## Geographische Lage
Sarubino liegt elf Kilometer südöstlich der Rajonstadt Tschernjachowsk (Insterburg) und ist von Krasnopoljanskoje (Groß Gaudischkehmen/Großgauden) an der Föderalstraße A229 (auch Europastraße 28, früher Reichsstraße 1) aus in südlicher Richtung zu erreichen. Am Nordrand des Ortes verläuft die Bahnstrecke Kaliningrad–Tschernyschewskoje (Königsberg–Eydtkuhnen/Eydtkau), ein Teilabschnitt der einstigen Preußischen Ostbahn. Die nächste Bahnstation ist Wessjoloka (Judtschen/Kanthausen).

## Geschichte
Bereits im Jahre 1404 wurde Geischkehmen gegründet. Als Dorf mit nur wenigen kleinen Höfen war es zwischen 1874 und 1945 in den Amtsbezirk Ischdaggen (ab 1938 „Amtsbezirk Branden“, heute russisch: Lermontowo) eingegliedert und gehörte somit zum Kreis Gumbinnen im Regierungsbezirk Gumbinnen der preußischen Provinz Ostpreußen. Am 3. Juni 1938 – amtlich bestätigt am 16. Juli 1938 – wurde Klein Gaudischkehmen aus politisch-ideologischen Gründen in „Kleingauden“ umbenannt.
In Folge des Zweiten Weltkrieges kam das Dorf im Jahre 1945 mit dem nördlichen Ostpreußen zur Sowjetunion. 1947 erhielt der Ort die russische Bezeichnung „Sarubino“ und wurde gleichzeitig dem Dorfsowjet Krasnopoljanski selski Sowet im Rajon Tschernjachowsk zugeordnet. Von 2008 bis 2015 gehörte Sarubino zur Landgemeinde Swobodnenskoje selskoje posselenije und seither zum Stadtkreis Tschernjachowsk.

### Einwohnerentwicklung
| Jahr | Einwohner |
| ---- | --------- |
| 1910 | 108       |
| 1933 | 87        |
| 1939 | 67        |
| 2002 | 11        |
| 2010 | 10        |

## Kirche
Mit seiner mehrheitlich evangelischen Bevölkerung war Klein Gaudischkehmen rsp. Kleingauden bis 1945 in das Kirchspiel der Kirche Ischdaggen (1938–1946: Branden, heute russisch: Lermontowo) eingepfarrt und gehörte zum Kirchenkreis Gumbinnen (Gussew) in der Kirchenprovinz Ostpreußen der Kirche der Altpreußischen Union. Heute liegt Sarubino im Einzugsbereich der neu entstandenen evangelisch-lutherischen Gemeinde der Salzburger Kirche in Gussew (Gumbinnen) mit Pfarrsitz für die Kirchenregion Gussew in der Propstei Kaliningrad der Evangelisch-lutherischen Kirche Europäisches Russland.